# Пеликан (гидроаэропорт)
Гидроаэропорт Пеликан (англ. Pelican Seaplane Base), (ИАТА: PEC, FAA LID: PEC) — гражданский гидроаэропорт, расположенный в населённом пункте Пеликан (Аляска), США.

## Авиакомпании и пункты назначения
Деятельность аэропорта субсидируется за счёт средств Федеральной программы США Essential Air Service (EAS) по обеспечению воздушного сообщения между небольшими населёнными пунктами страны.